# Snäppfiskar
Snäppfiskar (Macroramphosidae) är en familj av fiskar. Snäppfiskar ingår i ordningen spiggartade fiskar, klassen strålfeniga fiskar, fylumet ryggsträngsdjur och riket djur.
Familjen innehåller bara släktet Macroramphosus.